# Wladimir Dragossán
Rafael Pintos Méndez (Poyo, Pontevedra, 27 de noviembre de 1964), conocido como Wladimir Dragossán, es un escritor español.

## Trayectoria
Escritor y artista que se hizo famoso en los años 90 al protagonizar como vampiro un programa con John Balan en la TVG, en el que recorrían Galicia a bordo de un sidecar.

## Obras
- Crónicas del termitero, 2000.
- Carrusel de las eras, 2003.
- El cuervo de Nevermore, 2004.
- Os ollos de acibeche, 2005.
- O cabaleiro da rosa, 2008.
- John Balan. Un yanqui en la corte de Breogán, 2012.
- Paca te clavé la "estaca", 2008